# Kuda (Rosja)
Kuda (ros. Куда) – wieś (dieriewnia) w Rosji, w obwodzie irkuckim, w rejonie irkuckim. W 2021 liczyła 4846 mieszkańców.